# Liste der Delegierten des US-Repräsentantenhauses aus Guam

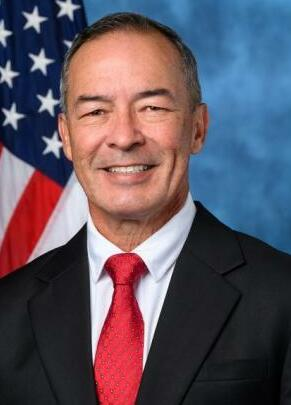
James Moylan, der derzeitige Kongressdelegierte aus Guam

Guam ist seit 1949 ein nichtinkorporiertes Territorium der Vereinigten Staaten. Die westpazifische Insel wurde 1973 erstmals durch einen Delegierten im Repräsentantenhaus der Vereinigten Staaten vertreten; der eigentliche Wahlbezirk war bereits im Februar 1970 eingerichtet worden, ohne dass es aber sofort zur Wahl eines Delegierten kam. Delegierte aus Guam haben lediglich in den Ausschüssen des Repräsentantenhauses Stimmrecht, nicht aber im Repräsentantenhaus selbst.
| Name                                  | Amtszeit                        | Partei       |
| ------------------------------------- | ------------------------------- | ------------ |
| Antonio Borja Won Pat                 | 3. Januar 1973 – 3. Januar 1985 | Demokrat     |
| Vicente Tomás Blaz Garrido            | 3. Januar 1985 – 3. Januar 1993 | Republikaner |
| Robert Anacletus Underwood            | 3. Januar 1993 – 3. Januar 2003 | Demokrat     |
| Madeleine Z. Bordallo                 | 3. Januar 2003 – 3. Januar 2019 | Demokrat     |
| Michael Franklin Quitugua San Nicolas | 3. Januar 2019 – 3. Januar 2023 | Demokrat     |
| James Moylan                          | 3. Januar 2023 –                | Republikaner |